# Catherine Coche de La Ferté
Pour les articles homonymes, voir La Ferté (homonymie).
Catherine Coche de La Ferté (1872-1954) est une poétesse française.

## Biographie
Catherine Coche de La Ferté est la fille du marchand et collectionneur d'art Frédéric Spitzer.

## Œuvres
- Joies et Regrets, 1900.
- Feuilles éparses, 1905.
- Vers la paix par la souffrance, 1929.

- Prix d'Académie 1936 de l’Académie française.
- Âmes pacifiées, 1949.

- Prix Montyon 1951 de l’Académie française.